# Barco (coro)

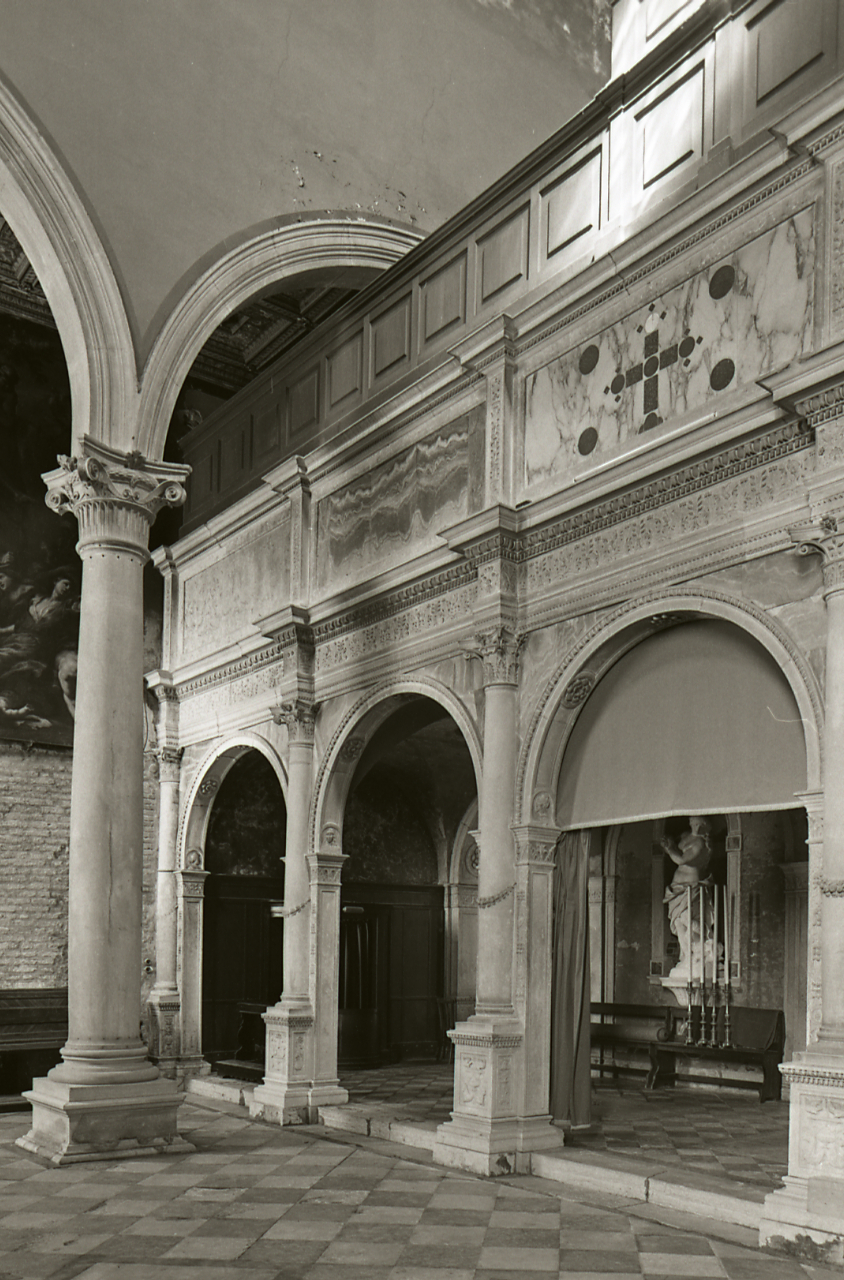
Il barco di San Michele in isola progettato da Mauro Codussi nel 1469

Con il termine barco si intende il coro pensile per i religiosi in uso a Venezia.

## Descrizione
Il barco era solitamente una piattaforma sostenuta da piedritti collocata in controfacciata. Ne sono sopravvissuti soltanto alcuni esempi costruiti tra il XV e il XVI secolo, sebbene l'uso paia antecedente, per esempio quelli delle chiese di San Sebastiano, Sant'Alvise, Santa Maria dei Miracoli o San Michele in Isola.
Talvolta era costruito al centro della chiesa, con una struttura simile allo jubé, ce ne resta un documento iconografico nell'Apparizione dei crocifissi del monte Ararat nella chiesa di Sant'Antonio di Castello dipinto dal Carpaccio e solo documentale per quello nella chiesa dei Servi e quella di Santo Stefano dove però i rilievi marmorei dell vecchia struttura sono stati adattati sui fianchi del presbiterio.
Si può anche dire che, in ambito veneziano, il termine è esteso anche al coro isolato al centro della chiesa come nel caso dei Frari e dello stesso tipo ne esisteva sicuramente uno anche a sant'Elena.

Sebbene il coro fosse una prerogativa delle chiese conventuali sono (ed erano) presenti eccezionalmente alcuni barchi anche in quelle parrocchiali ad uso delle monache che vi risiedevano accanto con il loro convento

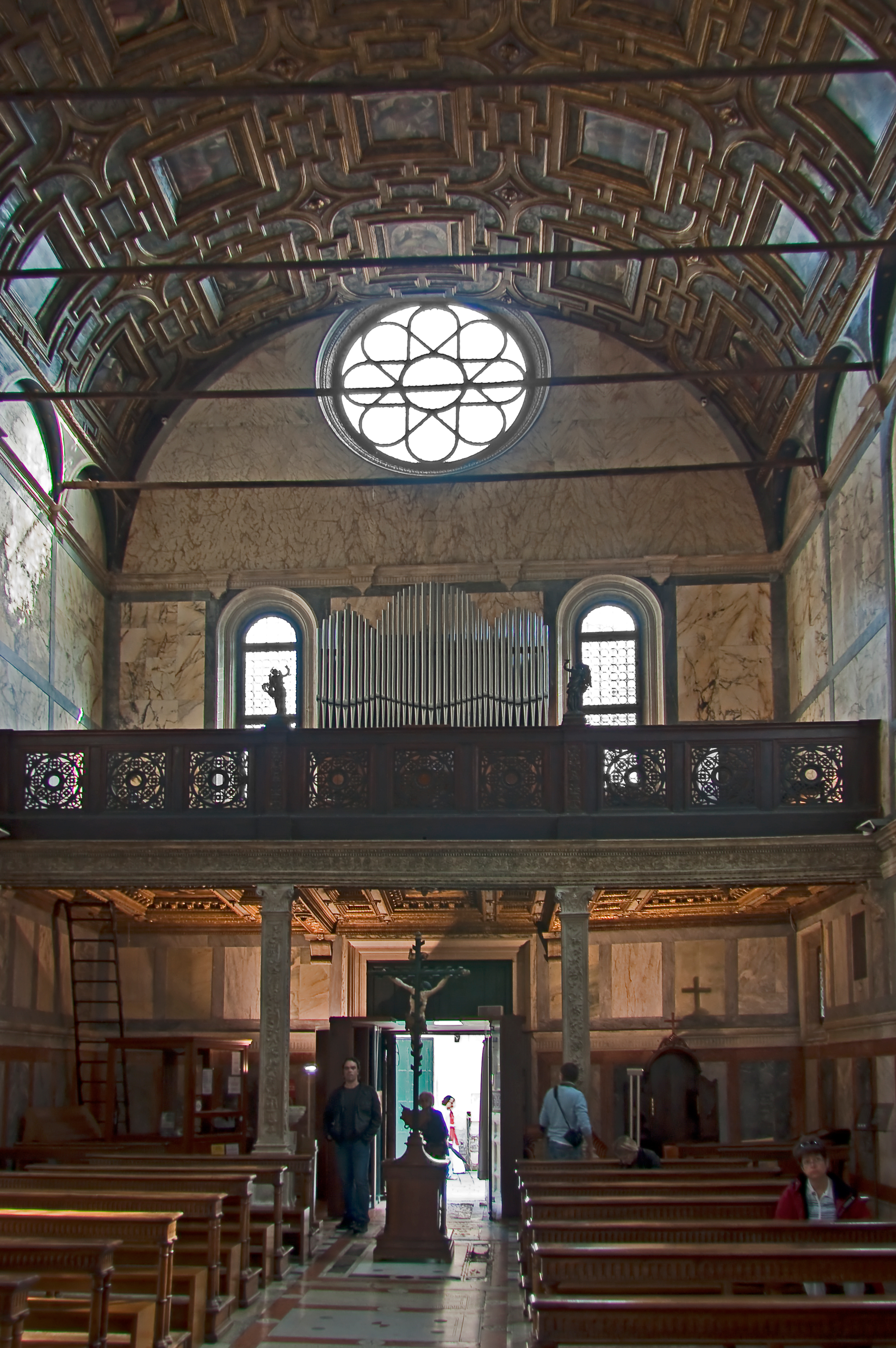
Barco dei Miracoli oggi attrezzato con un organo
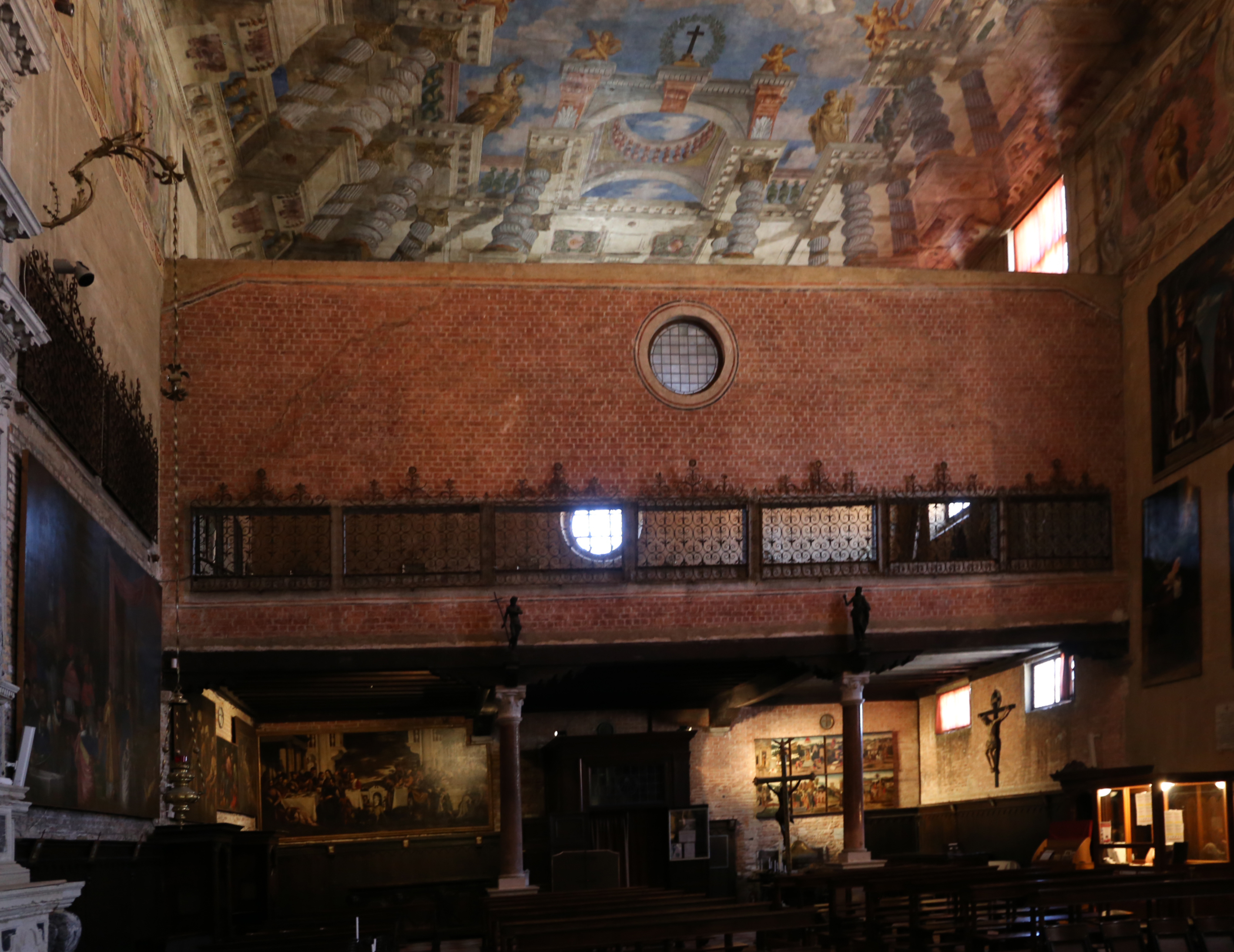
Barco claustrale di Sant'Alvise
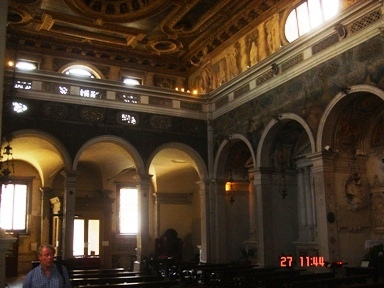
Barco di San Sebastiano
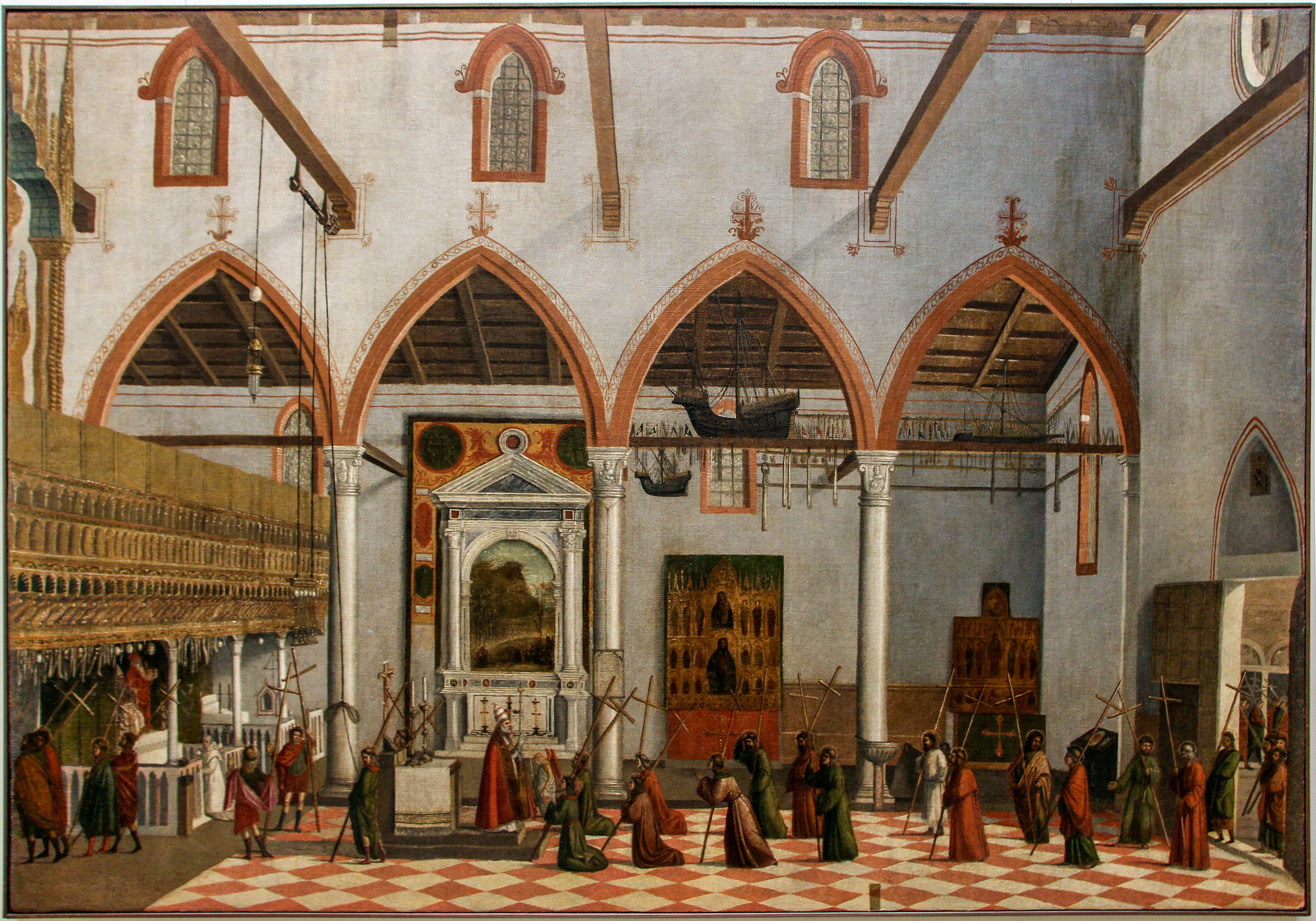
Vittore Carpaccio, Apparizione dei crocifissi del monte Ararat nella chiesa di Sant'Antonio di Castello; a sinistra è visibile l'antico barco a pontile
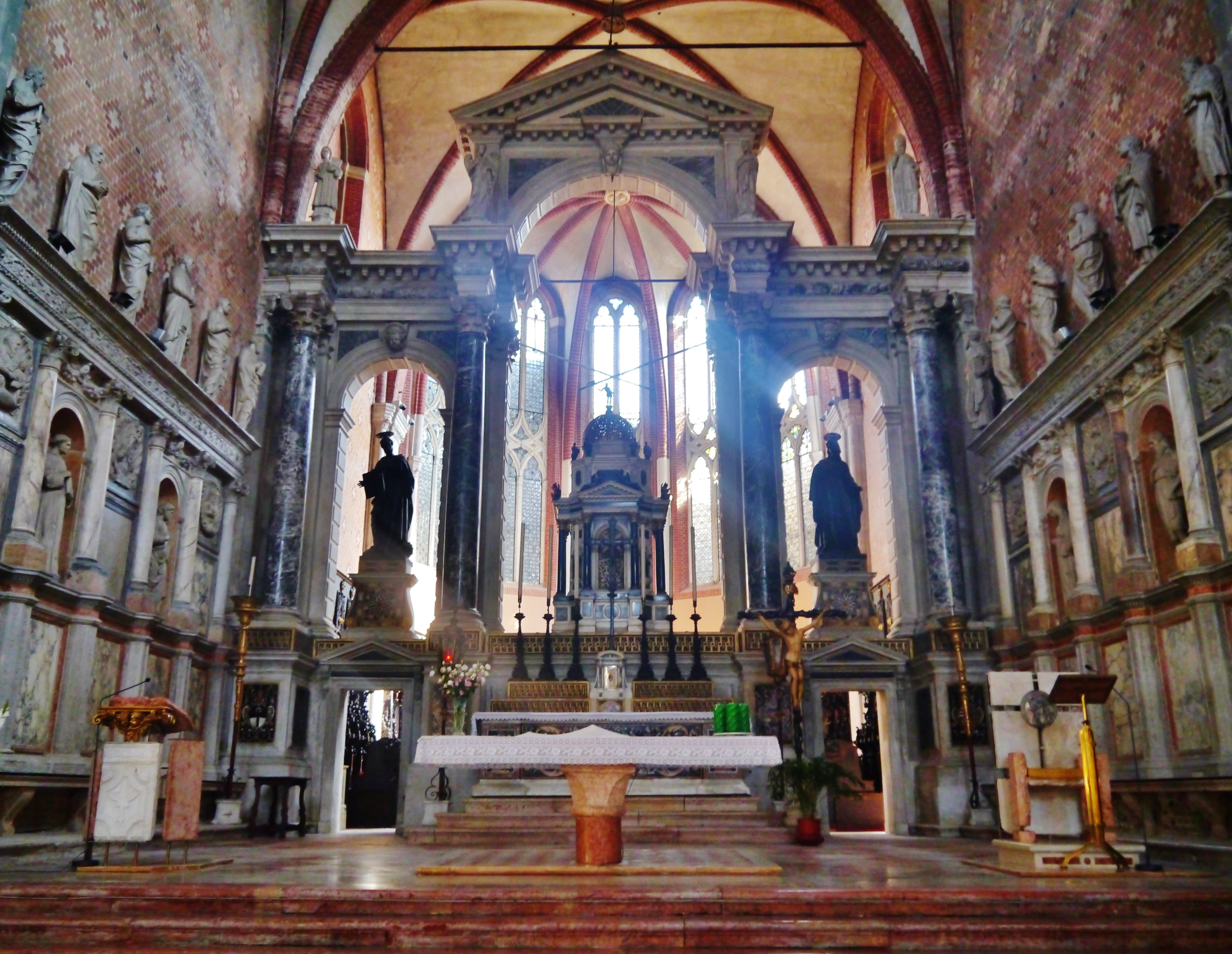
Presbiterio di Santo Stefano con addossati alle pareti i resti del recinto del barco